# Simnia avena
Simnia avena är en snäckart. Simnia avena ingår i släktet Simnia och familjen Ovulidae. Inga underarter finns listade i Catalogue of Life.